# مايكل غرانت
مايكل غرانت (بالإنجليزية: Michael Grant)‏ (و. 1914 – 2004 م) هو مؤرخ، وعالم لغوي كلاسيكي، وعالم آثار، وعالم عملات، وكاتب، وباحث في تاريخ العصور الكلاسيكية من المملكة المتحدة، والمملكة المتحدة لبريطانيا العظمى وأيرلندا، ولد في لندن، توفي في لندن، عن عمر يناهز 90 عاماً.

## التعليم
تعلم في مدرسة هرو، وكلية الثالوث، كامبريدج.

## جوائز
حصل على جوائز منها:
- قائد وسام الامبراطورية البريطانية.

## وصلات خارجية
- مايكل غرانت على موقع IMDb (الإنجليزية)
- مايكل غرانت على موقع قاعدة بيانات الفيلم (الإنجليزية)
- مايكل غرانت في قاعدة بيانات الأفلام على الإنترنت